# 7th Anniversary Best
Albums de dream
Best Hits Avex
(2004) Hands Up!
(2010)
EPs par dream
Boy Meets Girl
(2005) DRM
(2007)
Lives par dream
Greatest Live Hits
(2007)
Compilations par dream
Complete Best
(2007)
Singles
1. Pure
Sortie : 4 août 2004
2. Love Generation
Sortie : 11 août 2004
3. Soyokaze no Shirabe / Story
Sortie : 02 mars 2005

7th Anniversary Best est un album compilation des singles du groupe dream.

## Présentation
C'est un double album qui sort le 1er janvier 2007 au Japon sous le label avex trax, un an après le précédent disque du groupe, le mini-album Boy Meets Girl, à l'occasion du septième anniversaire de la sortie de son premier single le 1er janvier 2000. Un autre album du groupe sort simultanément le même jour pour l'occasion : le live Greatest Live Hits.
Ces deux albums, enregistrés du temps de la formation à sept membres, resteront les derniers disques sorti par le groupe en tant que dream (en minuscules) ; en effet, il changera son nom en DRM en 2007, puis en Dream en 2008.
La compilation atteint la 62e place du classement Oricon, et reste classée pendant quatre semaines. Elle sort aussi au format "2CD+DVD" avec une pochette différente et un DVD en supplément contenant les clips vidéos du groupe ; une édition limitée de cette version triple disque est produite à 5000 exemplaires incluant un mini-livre de photos en supplément, certains signés par une des membres du groupe ou par toutes.
La compilation contient dans l'ordre chronologique tous les titres sortis en singles (en "face A" ou "co-face A") par le groupe, ainsi que trois des quatre titres du maxi-single I Love Dream World, un titre de chacun des deux mini-albums Natsuiro et Boy Meets Girl sortis précédemment, et un titre inédit.
Le premier CD contient les quatorze "face A" (dont une "co-face A") sorties par la formation originale en trio durant les deux premières années d'existence du groupe, alors que le deuxième CD contient les titres sortis par la formation à huit puis sept membres qui lui a succédé en 2002, dont un titre inédit écrit pour la nouvelle formation par l'ex-membre et parolière Mai Matsumoro. Les quatre titres des trois derniers singles d'alors sortis en 2004 et 2005 (Pure, Love Generation, et Soyokaze no Shirabe / Story) étaient jusqu'alors inédits en album et ne figurent que sur cette compilation.
Seize des chansons présentes figureront à nouveau sur la compilation similaire Complete Best qui ne sortira que trois mois plus tard.

## Participantes
Formation à la sortie du disque
- 1re génération : Kana Tachibana, Yū Hasebe
- 2e génération : Sayaka Yamamoto, Erie Abe, Aya Takamoto, Ami Nakashima, Shizuka Nishida

Interprètes
- CD1 : Mai Matsumoro, Kana Tachibana, Yū Hasebe
- CD2 : Tachibana, Hasebe, Sayaka Yamamoto, Erie Abe, Aya Takamoto, Ami Nakashima, Shizuka Nishida, Risa Ai (n°1 à 5)

## Liste des titres
Les paroles des titres du CD1 sont écrites par Mai Matsumuro, sauf celles des titres n°1 à 4 écrites par Yûko Ebine.
| 1.  | Movin' On (Movin' on) (1er single)                              | Hideaki Kuwabara / Keisuke Kikuchi     | 4:08 |
| 2.  | Heart on Wave (co-face A du 2e single)                          | Kazuhito Kikuchi / Kazuhito Kikuchi    | 4:47 |
| 3.  | Breakin' Out (Breakin' out) (co-face A du 2e single)            | Kazuhito Kikuchi / Keisuke Kikuchi     | 4:44 |
| 4.  | Private Wars (Private wars) (3e single)                         | D.A.I / Keisuke Kikuchi                | 4:22 |
| 5.  | Reality (reality) (4e single)                                   | Y@suo Ohtani / Mitsuru Igarashi        | 4:19 |
| 6.  | Night of Fire (Euro Mix) (NIGHT OF FIRE (EURO MIX)) (5e single) | Andrea Leonardi / Andrea Leonardi      | 4:08 |
| 7.  | My Will (My will) (6e single)                                   | Y@suo Ohtani / Keisuke Kikuchi         | 5:18 |
| 8.  | Believe in You (Believe in you) (7e single)                     | Mitsuru Igarashi / Mitsuru Igarashi    | 4:12 |
| 9.  | Solve (solve) (8e single)                                       | Morifumi Kawamoto / Izumi Miyazaki     | 4:30 |
| 10. | Our Time (9e single)                                            | D.A.I / Izumi Miyazaki                 | 3:51 |
| 11. | Stay: Now I'm Here (STAY ~now I'm here~) (10e single)           | Kunio Tago / Masaya Suzuki             | 5:15 |
| 12. | Get Over (11e single)                                           | Bounceback / Masafumi Nakao, S. Yazaki | 5:14 |
| 13. | Yourself (12e single)                                           | Kazuhito Kikuchi / Masaya Suzuki       | 6:09 |
| 14. | Sincerely ~Ever Dream~ (SINCERELY ~ever dream~) (13e single)    | Kazuhito Kikuchi / HAL                 | 5:10 |

| 1.  | Music Is My Thing (MUSIC IS MY THING) (14e single)                                                                                  | Yûko Ebine / Fonny De Wulf / Tatsuhiko Fuyuno   | 4:32 |
| 2.  | Wo Ai Ni (我愛你) (du 15e single I Love Dream World)                                                                                | Shiho Otowa / Shigeki Sako / Shigeki Sako       | 4:52 |
| 3.  | Love is Power (Love is power) (du 15e single I Love Dream World)                                                                    | Shiho Otowa / Shigeki Sako / Shigeki Sako       | 3:37 |
| 4.  | I Love Dream World ~Sekaijū no Shiawase wo Utaō~ (I ♥ (love dream) world ~世界中の幸せを歌おう~) (du 15e single I Love Dream World) | Dream, Masumi Iizuka / Shintaro Hagiwara / ats- | 5:24 |
| 5.  | Identity -Prologue- (16e single) | Shintaro Hagiwara / Bounceback / ats-           | 4:31 |
| 6.  | Pure (PURE) (17e single ; inédit en album)                                                                                          | Kozo Nagayama / Sin / Sin                       | 5:23 |
| 7.  | Love Generation (18e single ; inédit en album)                                                                                      | Kozo Nagayama / Sin / Sin                       | 3:44 |
| 8.  | Soyokaze no Shirabe (そよ風の調べ) (co-face A du 19e single ; inédit en album)                                                      | 326 / H-wonder / H-wonder                       | 4:41 |
| 9.  | Story (STORY) (co-face A du 19e single ; inédit en album)                                                                           | Miyako Kawahara / Miki Watanabe / Watanabe      | 3:48 |
| 10. | Kono Natsu ga Owaru Mae ni (この夏が終わる前に) (du mini-album Natsuiro)                                                            | Aki / Kazz / Akira Murata                       | 4:37 |
| 11. | Transit -Independence- (du mini-album Boy Meets Girl)                                                                               | Goro Matsui / Tatoo / Tatoo                     | 6:51 |
| 12. | Dreaming Way ~7th Anniversary Track~ (Titre inédit)                                                                                 | Mai Matsumuro / Takumi Ishida / Akira Murata    | 4:39 |

| 1.  | Movin' On (Movin' on)                                                                                | Clip vidéo du 1er single                         |  |
| 2.  | Heart on Wave                                                                                        | Clip vidéo du 2e single (co-face A)              |  |
| 3.  | Private Wars (Private wars)                                                                          | Clip vidéo du 3e single                          |  |
| 4.  | Reality (reality)                                                                                    | Clip vidéo du 4e single                          |  |
| 5.  | Night of Fire (Euro Mix) (NIGHT OF FIRE (EURO MIX))                                                  | Clip vidéo du 5e single                          |  |
| 6.  | My Will (My will)                                                                                    | Clip vidéo du 6e single                          |  |
| 7.  | Believe in You (Believe in you)                                                                      | Clip vidéo du 7e single                          |  |
| 8.  | Solve (solve)                                                                                        | Clip vidéo du 8e single                          |  |
| 9.  | Our Time                                                                                             | Clip vidéo du 9e single                          |  |
| 10. | Stay: Now I'm Here (STAY ~now I'm here~)                                                             | Clip vidéo du 10e single                         |  |
| 11. | Get Over                                                                                             | Clip vidéo du 11e single                         |  |
| 12. | Yourself                                                                                             | Clip vidéo du 12e single                         |  |
| 13. | Sincerely ~Ever Dream~ (SINCERELY ~ever dream~)                                                      | Clip vidéo du 13e single                         |  |
| 14. | Music Is My Thing (MUSIC IS MY THING)                                                                | Clip vidéo du 14e single                         |  |
| 15. | I Love Dream World ~Sekaijū no Shiawase wo Utaō~ (I ♥ (love dream) world ~世界中のしあわせを歌おう~) | Clip vidéo du titre du 15e single                |  |
| 16. | Identity -Prologue- (Identity -prologue-)                                                            | Clip vidéo du 16e single                         |  |
| 17. | Soyokaze no Shirabe (そよ風の調べ)                                                                   | Clip vidéo du 19e single (co-face A)             |  |
| 18. | Kono Natsu ga Owaru Mae ni (この夏が終わる前に)                                                      | Clip vidéo du titre du mini-album Natsuiro       |  |
| 19. | Transit -Independence- (Transit -independence-)                                                      | Clip vidéo du titre du mini-album Boy Meets Girl |  |

## Complete Best
Albums de dream
Best Hits Avex
(2004) Hands Up!
(2010)
EPs par dream
Boy Meets Girl
(2005) DRM
(2007)
Compilations par dream
7th Anniversary Best
(2007)
Lives par dream
Greatest Live Hits
(2007)
Complete Best est une compilation CD de titres de dream, sortie le 30 mars 2007 dans la série de compilations à prix réduits d'artistes d'Avex Trax intitulée Avex Archives - Complete Best. Elle ne fait donc pas partie de sa discographie officielle.
Y figurent dans l'ordre chronologique les chansons-titre des seize premiers singles du groupe (excluant la "co-face A" du single Heart on Wave / Breakin' Out). 
Tous ces titres figuraient déjà sur la compilation officielle 7th Anniversary Best sortie trois mois auparavant.
C'est la formation à sept membres (2004-2008) qui figure sur la photo de couverture, bien qu'elle n'ait interprété aucun des titres présents : les treize premiers (2000-2002) sont interprétés en trio, et les trois derniers (2003-2004) le sont à huit.
| 1.  | Movin' On (Movin' on) (1er single)                                                               | 4:08 |
| 2.  | Heart on Wave (co-face A du 2e single)                                                           | 4:47 |
| 3.  | Private Wars (Private wars) (3e single)                                                          | 4:22 |
| 4.  | Reality (reality) (4e single)                                                                    | 4:19 |
| 5.  | Night of Fire (Euro Mix) (NIGHT OF FIRE (EURO MIX)) (5e single)                                  | 4:08 |
| 6.  | My Will (My will) (6e single)                                                                    | 5:18 |
| 7.  | Believe in You (Believe in you) (7e single)                                                      | 4:12 |
| 8.  | Solve (solve) (8e single)                                                                        | 4:30 |
| 9.  | Our Time (9e single)                                                                             | 3:51 |
| 10. | Stay: Now I'm Here (STAY ~now I'm here~) (10e single)                                            | 5:15 |
| 11. | Get Over (11e single)                                                                            | 5:14 |
| 12. | Yourself (12e single)                                                                            | 6:09 |
| 13. | Sincerely ~Ever Dream~ (SINCERELY ~ever dream~) (13e single)                                     | 5:10 |
| 14. | Music Is My Thing (MUSIC IS MY THING) (14e single)                                               | 4:32 |
| 15. | I Love Dream World ~Sekaijū no Shiawase wo Utaō~ (I ♥ world ~世界中の幸せを歌おう~) (15e single) | 5:24 |
| 16. | Identity -Prologue- (16e single)                                                                 | 4:31 |